# Чарлс Болдън
Чарлс Франк „Чарли“ Болдън (на английски: Charles Frank "Charlie" Bolden, Jr.) е роден на 19 август 1946 г. в Колумбия, Южна Каролина, САЩ. Генерал-майор от USMC и астронавт на НАСА. Директор на НАСА от 17 юли 2009 г.

## Образование
Чарлс Ф. Болдън е завършил колежа „Джонсън“ (на английски: C. A. Johnson High School) в Колумбия, Южна Каролина през 1964 г. Става бакалавър по електроинженерство във Военноморската академия на САЩ, Анаполис, Мериленд през 1968 г. През 1977 г. получава магистърска степен по системен мениджмънт от Университета на Южна Калифорния. От 2011 г. е доктор хонорис кауза на Университета „Монмаут“ (на английски: Monmouth University) в Ню Джърси.

## Военна кариера
Чарлс Болдън започва военната си служба като младши лейтенант в USMC през 1968 г. Преминава допълнително обучение за морски пилот в Пенсакола, Флорида и Кингсвил, Тексас. Завършва курса с отличие през май 1970 г. От юни 1972 до юни 1973 г. участва в бойните действия във Виетнам. Извършва 100 бойни полета над Виетнам, Лаос и Камбоджа на самолет А-6 Интрюдър. През 1979 г. завършва школа за тест пилоти. През кариерата си има повече от 6000 полетни часа на реактивни самолети. От 27 юни 1994 г. е комендант на Военноморската академия на САЩ. През юли 1997 г. е произведен в чин бригаден генерал и назначен за командир на I Експедиционно съединение на USMC. От февруари до юни 1998 г. е командващ операция „Гръм в пустинята“ (на английски: Operation Desert Thunder) в Кувейт. През юли същата година е произведен в чин генерал-майор и назначен за командир на Експедиционните сили на САЩ в Япония. От 9 август 2000 до края на август 2002 г. е командир на 3-то авиокрило на USMC. През август 2004 г. напуска армията и се връща на служба в НАСА.

## Служба в НАСА
На 29 май 1980 г. Ч. Болдън е избран като астронавт от НАСА, Астронавтска група №9. През август 1981 г. завършва успешно курса на обучение. Той е ветеран от четири космически полета и има 680 часа в космоса.

### Космически полети
| Космически полети на Чарлс Франк „Чарли“ Болдън                  | Космически полети на Чарлс Франк „Чарли“ Болдън | Космически полети на Чарлс Франк „Чарли“ Болдън | Космически полети на Чарлс Франк „Чарли“ Болдън | Космически полети на Чарлс Франк „Чарли“ Болдън | Космически полети на Чарлс Франк „Чарли“ Болдън | Космически полети на Чарлс Франк „Чарли“ Болдън |
| №                                                                | Дата                                            | КК                                              | Емблема на мисията                              | Функции                                         | Продължителност                                 |                                                 |
| ---------------------------------------------------------------- | ----------------------------------------------- | ----------------------------------------------- | ----------------------------------------------- | ----------------------------------------------- | ----------------------------------------------- | ----------------------------------------------- |
| 1                                                                | 12 януари 1986                                  | „Колумбия“, мисия STS-61C                       |                                                 | Пилот                                           | 6 денонощия 02 часа 03 мин. 51 сек.             |                                                 |
| 2                                                                | 24 април 1990                                   | „Дискавъри“, мисия STS-31                       |                                                 | Пилот                                           | 5 денонощия 01 час 16 мин. 06 сек.              |                                                 |
| 3                                                                | 24 март 1992                                    | „Атлантис“, мисия STS-45                        |                                                 | Командир                                        | 8 денонощия 22 часа 09 мин. 28 сек.             |                                                 |
| 4                                                                | 3 февруари 1994                                 | „Дискавъри“, мисия STS-60                       |                                                 | Командир                                        | 8 денонощия 07 часа 09 мин. 22 сек.             |                                                 |
| Сумарно време в космоса – 28 денонощия 08 часа 38 минути 47 сек. |                                                 |                                                 |                                                 |                                                 |                                                 |                                                 |

- Болдън е първият афроамериканец, командир на космически кораб.
- Той е и първият афроамериканец, който става Директор на НАСА.

## Административна дейност
На 17 юли 2009 г. Президентът на САЩ Барак Обама назначава Чарлс Франк Болдън за Директор на НАСА.

## Награди
- Медал за изключителна служба;
- Медал за отлична служба;
- Легион за заслуги с една звезда;
- Летателен кръст за заслуги;
- Медал за похвална служба с един дъбов лист;
- Въздушен медал с една звезда;
- Бойна лента към въздушния медал;
- Медал за служба в националната отбрана с една звезда;
- Почетен знак на USMC;
- Почетен знак на доброволец в USMC;
- Медал за служба във Виетнам с две звезди;
- Кръст за храброст;
- Медал за участие във Виетнамската война;
- Медал на НАСА за изключително лидерство;
- Медал на НАСА за изключителни заслуги с две звезди;
- Медал на НАСА за участие в космически полет с три звезди.